# جوزيف دياز (عداء سريع)
جوزيف دياز هو عداء سريع سنغالي، ولد في 25 نوفمبر 1969.

## وصلات خارجية
- جوزيف دياز على موقع الاتحاد الدولي لألعاب القوى (الإنجليزية)
- جوزيف دياز على موقع أوليمبيديا (الإنجليزية)